# Harold Woetzel
Harold Woetzel (* 1953 in Altensteig/Schwarzwald) ist ein deutscher Dokumentarfilmer.

## Leben
Woetzel studierte in Heidelberg Germanistik, Romanistik, Sport und Philosophie und promovierte 1982 zum  Dr. phil. Von 1980 bis 1991 war er als Manager, Marketingleiter und Direktor für zahlreiche Festivals, Konzertreihen und weitere große Kulturveranstaltungen verantwortlich. Seit 1987 arbeitet er als freier Filmemacher. Woetzel hat zahlreiche Dokumentationen und Magazinbeiträge für Das Erste, das Südwestfernsehen, Bayerisches Fernsehen, 3sat und Arte produziert. 

Er lehrte als Dozent an den Universitäten Rabat/Marokko, Karlsruhe (Semiotik/Linguistik) und Tübingen (Dokumentarfilm). Er lebt in Baden-Baden.

## Filmografie (Auswahl)
- Die letzten Schlachtgesänge. Von Meistersingern und Stammesritualen im Stadion (1999)
- BigMcCormack. Der Global Player des Sports (2000)
- Gott gib Gas, wir wollen Spaß! Kirche in der Erlebnisgesellschaft (2000)
- Von Null auf 42 (Dokuserie in 3 Folgen, 2004)
- Mozart in Mannheim (2005)
- Wer rettet die deutsche Sprache? (2005)
- Experiment Steinzeit. Über die Alpen wie Ötzi (2007)
- Die Muckibude (2007)
- Wilhelm Busch. Deutsche Lebensläufe (2007)
- Pokerfieber. Poker in Deutschland (2008)
- Käfigkämpfer. Mann gegen Mann bis zum Umfallen (2008)
- Die Kinder von der Stohrenschule. Vom Ernst des Lebens (2009)
- Die Brüder Grimm: Märchensammler (2009)
- Die Knochen-Docs (Dokuserie in 8 Folgen, 2010)
- Neues von den Knochen-Docs (Dokuserie in 5 Folgen, 2011)
- Mordskerle – Zwei Jungs kämpfen sich zurück ins Leben (zweiteilig, 2011)
- Zum Sterben schön. Musik für das Finale (2012)
- Die Fastnachtshelden von Mainz (2012)
- Schwarzwaldgeschichten: Die Leute vom Steinbachhof (2013)
- Schwarzwaldgeschichten: Wie ein Mythos erfunden wurde (2013)
- Das Brenners. Lehrjahre im Grand Hotel (Dokuserie in 4 Folgen, 2013)
- Deutschland Deine Künstler: Xavier Naidoo (2013)
- Birgit Keil. Ein Leben für den Tanz (2014)
- Pfalzgeschichten: Der Weinadel von Deidesheim (2015)
- Pfalzgeschichten: Der Rebell und das Weinwunder (2015)
- Bei meiner Seele. 20 Jahre Xavier Naidoo, XXL-Doku (320 Minuten, 2015)
- Das Wunder von Ötigheim – ein Dorf spielt Theater (90 Minuten, 2017)
- Marcia Haydée. Verführung zum Tanz (44 Minuten, 2017)
- Der Forellenhof. Eine Legende kehrt zurück (44 Minuten, 2017)
- Tausender im Schwarzwald – Gipfel und ihre Geschichten (Geschichte & Entdeckungen, 90 Minuten, 2019)
- Unser Rhein – Handel und Wandel am Fluss (Geschichte & Entdeckungen, 90 Minuten, 2020)

## Auszeichnungen (Auswahl)
- Goldener Gong 1998 für Die letzten Schlachtgesänge.
- Elbschwanenorden 2005 des Vereins für deutsche Sprache (Zweig Hamburg) für den Film Wer rettet die deutsche Sprache (ARD 2005)
- Medtronic Medienpreis 2010 für Knochen-Docs.[2]
- Deutscher Journalistenpreis Orthopädie und Unfallchirurgie (JOU) 2012 für "Mordskerle! Zwei Jungs kämpfen sich zurück ins Leben!
- UNDA-WACC-Award 2000 für Gott gib Gas, wir wollen Spaß! Kirche in der Erlebnisgesellschaftals bestes religiöses Feature[1]